# Iwan Sajenko
Iwan Iwanowicz Sajenko (cyr. Иван Иванович Саенко; ur. 17 października 1983 w Woroneżu) – piłkarz rosyjski grający na pozycji napastnika.

## Kariera klubowa
Sajenko pochodzi z piłkarskiej rodziny. Jego ojciec Iwan jest trenerem żeńskiej drużyny piłkarskiej Energie Woroneż. Młody Iwan rozpoczął piłkarską karierę w młodzieżowej drużynie Fakieł Woroneż, a w 2001 roku wyjechał do Niemiec, do Karlsruher SC. 1 grudnia zadebiutował w 2. Bundeslidze meczem z Alemannią Aachen (0:2), ale po dwóch spotkaniach powrócił do Rosji i do lata 2002 był wypożyczony do Fakieła, z którym rywalizował w rozgrywkach drugiej ligi. Po pół roku wrócił do Karlsruhe i w kolejnych trzech sezonach był już podstawowym zawodnikiem klubu. Co roku KSC broniło się przed spadkiem, ale Sajenko był jednym z najlepszych graczy zespołu i w tym okresie zdobył łącznie 21 goli w lidze.
Młodym Rosjaninem zainteresował się 1. FC Nürnberg i w lipcu 2005 roku piłkarz podpisał kontrakt z tym klubem. W Bundeslidze zadebiutował 13 sierpnia w zremisowanym 1:1 spotkaniu z Hannover 96. Od początku sezonu jako rezerwowy dla Róberta Vittka i Stefana Kießlinga dobrze wprowadził się do składu FCN i w całym sezonie zdobył 8 bramek w lidze oraz zaliczył 7 asyst. Klub z Norymbergi zajął 8. miejsce w lidze. W sezonie 2006/2007 Sajenko grał już w wyjściowej jedenastce wraz z Vittkiem. Zdobył 9 goli i stał się najlepszym strzelcem klubu. Zajął z nim 6. pozycję i wywalczył Puchar Niemiec (wystąpił w wygranym 3:2 finale z VfB Stuttgart). W 2008 roku spadł z Nürnberg do drugiej ligi.
Po spadku Nürnberg Sajenko wrócił do Rosji i za 3 miliony euro przeszedł do Spartaka Moskwa. W 2010 roku zakończył karierę.
| Sezon   | Klub           | Kraj   | Rozgrywki        | Mecze | Bramki |
| ------- | -------------- | ------ | ---------------- | ----- | ------ |
| 2001/02 | Karlsruher SC  | Niemcy | 2. Bundesliga    | 2     | 0      |
| 2002    | Fakieł Woroneż | Rosja  | Pierwyj diwizion | 13    | 4      |
| 2002/03 | Karlsruher SC  | Niemcy | 2. Bundesliga    | 29    | 6      |
| 2003/04 | Karlsruher SC  | Niemcy | 2. Bundesliga    | 29    | 10     |
| 2004/05 | Karlsruher SC  | Niemcy | 2. Bundesliga    | 26    | 5      |
| 2005/06 | 1. FC Nürnberg | Niemcy | Bundesliga       | 25    | 8      |
| 2006/07 | 1. FC Nürnberg | Niemcy | Bundesliga       | 32    | 9      |
| 2007/08 | 1. FC Nürnberg | Niemcy | Bundesliga       | 26    | 1      |
| 2008    | Spartak Moskwa | Rosja  | Priemjer-Liga    | 8     | 0      |
| 2009    | Spartak Moskwa | Rosja  | Priemjer-Liga    | 13    | 1      |
| 2010    | Spartak Moskwa | Rosja  | Priemjer-Liga    | 10    | 0      |

## Kariera reprezentacyjna
Do 2006 roku Sajenko występował w młodzieżowej reprezentacji Rosji U-21. W sierpniu został przez selekcjonera Guusa Hiddinka po raz pierwszy powołany do pierwszej reprezentacji, ale wrześniowy mecz z Chorwacją, rozegrany w ramach eliminacji do Euro 2008 przesiedział na ławce rezerwowych. W reprezentacji zadebiutował 11 października tamtego roku w wygranym 2:0 spotkaniu z Estonią. W 2008 roku został powołany przez Guusa Hiddinka do kadry na Euro 2008. Z tego turnieju przywiózł brązowy medal i wystąpił w czterech spotkaniach: z Grecją (1:0), ze Szwecją (2:0), ćwierćfinale z Holandią (3:1) i półfinale z Hiszpanią (1:0).